# Alexandre Mabboux
Alexandre Mabboux (né le 19 septembre 1991 à Ambilly) est un sauteur à ski français.
Il est membre du Club du Grand Bornand.

## Palmarès

### Jeux olympiques
| Épreuve / Édition | Vancouver 2010 |
| Par équipes       | 9e             |

### Championnats du monde
| Épreuve / Édition | Liberec 2009 |
| Grand Tremplin    | 42e          |
| Par équipes       | 8e           |

### Championnats du monde junior
| Épreuve / Édition | Tarvisio 2007 | Zakopane 2008 | Strbske Pleso 2009 | Hinterzarten 2010 |
| Individuel        | 30e           | 67e           | 47e                | 35e               |
| Par équipes       | 7e            | 12e           | 13e                | 12e               |